# Cinnamomum validinerve
Cinnamomum validinerve là loài thực vật có hoa trong họ Nguyệt quế. Loài này được Hance miêu tả khoa học đầu tiên năm 1882.